# Gabriel Boujinski
Gavriil Fiodorovitch Boujinski (en russe : Гавриил Фёдорович Бужинский), dit Gabriel Boujinski, né en 1680 à Izioum et mort le 27 avril 1731 à Moscou, est un évêque orthodoxe russe de Riazan, homme d'Église et traducteur. Il fut l'un des défenseurs des réformes religieuses de Pierre le Grand en Russie.

## Biographie
Né sur le territoire polonais de Petite-Russie, il fut éduqué à l'Académie greco-latine de Kiev. En 1706, Étienne Iavorski le choisit pour enseigner à l'Académie slavo-gréco-latine de Moscou. Il est reçu dans les ordres en 1707 et élevé au rang de hiéromoine en 1709. Il se fait remarquer pour ses talents de prédicateur.
Il se fait connaître de Pierre le Grand, qui l'affecte en 1714 au monastère Saint-Alexandre-Nevski, puis dans la marine de guerre avec la dignité d'ober-hiéromoine. Gabriel, qui doit son ascension à Étienne Iavorski, « kiévien » comme lui, locum tenens du Patriarche de Moscou, représentant de la tradition orthodoxe, se rallie au camp des réformes de Pierre le Grand, incarné par Théophane Prokopovitch, comme en témoignent de nombreux textes et prêches (notamment Hommage à Saint-Pétersbourg et à son fondateur, le seigneur impérial Pierre le Grand).
En 1720, il est nommé préfet de l'Académie slavo-gréco-latine de Moscou. C'est cette même année qu'il achève la traduction de la Chronographie luthérienne (interdit et retiré en 1749). En 1721, il devient archimandrite du Monastère Ipatiev.
Nommé conseiller du Saint-Synode et protecteur des écoles et de la typographie du Synode, il y assure des fonctions de censeur (voir par exemple le Système de la religion mahométane de Cantemir). Enfin, le 20 mai 1722, il devient recteur de la Laure de la Trinité-Saint-Serge, sommet de sa carrière ecclésiastique.
Après la mort de Pierre Ier et le retour d'un clergé plus conservateur avec la figure de Guéorgui Dachkov, archevêque de Rostov et adversaire de Théophane Prokopovitch. Gabriel est alors relégué à l'évêché de Riazan, qu'il rejoint en 1727. Il y poursuit ses projets pédagogiques, en remettant en place l'Académie slavo-gréco-latine, qui avait fermé par manque d'enseignants : deux ans après son arrivée, l'école compte 339 étudiants. En butte à l'hostilité du clergé local, il est un temps inquiété par une commission ecclésiastique, puis blanchi en 1730.
Pressenti pour l'archiépiscopat de Kiev, il meurt le 27 avril 1731. Il est enterré au monastère Zaïkonospasski (en).

## Œuvres publiées

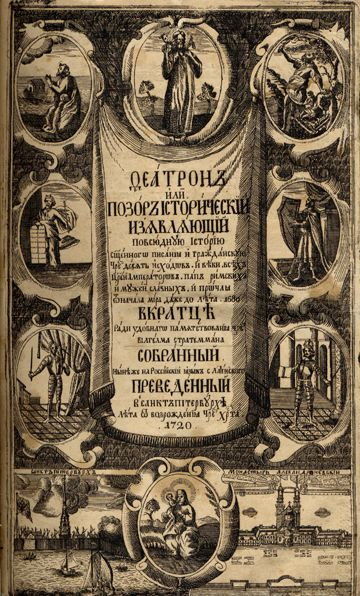
Theatron, ou l'opprobre de l'histoire, traduction de la Chronographie luthérienne par Gabriel Boujinski en 1724

Gabriel a été l'auteur de plusieurs sermons et œuvres d'apologétique: 
- В похвалу Санкт-Петербурга и его основателя, государя императора Петра Великого (« Hommage à Saint-Pétersbourg et à son fondateur, le seigneur impérial Pierre le Grand »), 1717.
- Последование исповедания (« Le service de la foi »), 1724
- Юности честное зерцало (« Le miroir honnête de la jeunesse »), sans doute une œuvre de commande de Pierre le Grand[3].

Il a également été le traducteur de plusieurs auteurs européens sur ordre de Pierre le Grand :
- Érasme de Rotterdam ;
- Samuel von Pufendorf ;
- Wilhelm Stratemann, auteur de Theatron, ou l'opprobre de l'histoire.